# 刘德一
刘德一（1945年1月—2008年6月15日），原名刘德益，四川省资阳县人(今资阳市雁江区)，已故著名演员，巴蜀十大笑星之一，他主演的四川方言电视剧在川渝乃至整个西南地区颇受欢迎。

## 生平
刘德一于1957年考入重庆市川剧院训练班学艺，拜川剧名丑李文杰、刘裕能为师。毕业后在重庆市川剧院二团任丑角演员。他在业余时间学习编剧，后自编自演了多部具有四川乡土气息的电视剧而出名，如《凌汤圆》、《傻儿师长》等。2008年6月15日，因心肌梗塞突发，病逝于成都市温江区人民医院。

## 作品

### 电视剧
《凌汤圆》、《傻儿师长》、《傻儿军长》、《傻儿司令》、《唐肥肠传奇》、《胖哥逗人爱》、《三喜临门》、《都市俏辣妹》、《淘金记》、《凌汤圆外传》

### 电影
《生死赌门》、《麻将棒棒手》

### 话剧
《抓壮丁》